# Hypericum bryoides
Hypericum bryoides är en johannesörtsväxtart som beskrevs av Henry Allan Gleason. Hypericum bryoides ingår i släktet johannesörter, och familjen johannesörtsväxter. Inga underarter finns listade i Catalogue of Life.